# Martynas Gaubas
Martynas Gaubas (ur. 7 marca 1980 w Radziwiliszkach) – litewski artysta: malarz, rzeźbiarz i grafik. 
W latach 1999–2004 studiował sztuki piękne i design na Wydziale Sztuk Pięknych Uniwersytetu Szawelskiego, uzyskując stopień magistra. Od 2000 bierze aktywny udział w życiu artystycznym Litwy – od tego czasu zorganizował 14 wystaw indywidualnych i wziął udział w 70 wystawach zbiorowych (również poza granicami kraju: w RFN, Finlandii i Estonii). Obecnie pracuje w wileńskiej galerii "Laiptai", której jest wicedyrektorem. 
Zajmuje się rzeźbą, malarstwem i grafiką, ze szczególnym uwzględnieniem tej pierwszej. Ma na swoim koncie prawie 500 realizacji w tej dziedzinie. Jest członkiem Litewskiego Związku Artystów Rzeźbiarzy. 
3 lutego 2009 dokonał otwarcia wystawy swoich prac w galerii Nieformalna przy ul. Litewskiej w Warszawie. 